# Julio Alberto Poch
Julio Alberto Poch (Buenos Aires, 20 de febrer de 1952) és un aviador argentí nacionalitzat neerlandès, extinent de l'Armada Argentina. Fou acusat d'haver participat com a pilot dels vols de la mort durant el Procés de Reorganització Nacional (1976-1983).
Poch va estudiar a l'escola pública Nacional Buenos Aires i entre els anys 1969 i 1972 va cursar a l'Escola Naval Militar i es va llicenciar com a pilot de l'aviació naval. Va fer diversos cursos als Estats Units i el Canadà. Es va retirar l'1 de febrer de 1981 de l'Armada amb el grau de tinent de fragata, emigrant amb la seva família als Països Baixos.
Va quedar involucrat en l'anomenada "megacausa ESMA" a partir d'una investigació judicial basada en els testimonis a diversos pilots aeris, companys de feina a l'aerolínia de baix cost Transavia, propietat de KLM-Air France. Seguint una ordre de captura internacional va ser detingut a València el setembre de 2009, quedant a l'espera de la seva extradició a l'Argentina, on té quatre causes penals obertes. Davant el jutge va negar tota relació amb els "vols de la mort", al·legant que els seus companys havien malinterpretat les seves paraules.
El 23 de maig de 2010, el jutge Serio Torres va disposar processar-lo amb presó preventiva imputant-li els delictes de "privació il·legítima de la llibertat" i "tortures seguida de mort". El mes d'octubre la Cambra Federal va revocar el processament i ordenà al jutge que dictés una nova resolució, assenyalant que el pronunciament revocat "no sorgia mínimament acreditada la vinculació de l'imputat integrant el Grup de Tasques" repressives que operà a l'Escola Superior de Mecànica de l'Armada (ESMA). Va afegir que el jutge no va analitzar la responsabilitat atribuïble a Poch sinó que només va formular una "afirmació genèrica de la seva condició d'integrant del Grup de Tasques i/o de la seva participació en els vols de la mort", motiu pel qual el magistrat hauria de dictar un nou pronunciament.
El 27 de desembre de 2010, un tribunal argentí ordenà la seva posada en llibertat per manca d'avenços en el procés judicial. Poch fou acusat de la desaparició, entre d'altres, d'una ciutadana sueca, dues religioses franceses, així com del periodista i escriptor argentí Rodolfo Walsh en la pràctica de vols de la mort.